# Dollar Academy

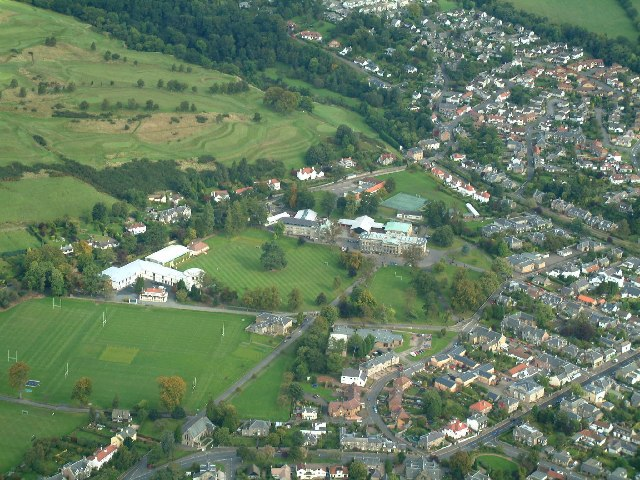
Luftbild des Campus

Die Dollar Academy ist eine Privatschule und Internat in der schottischen Stadt Dollar in der Council Area Clackmannanshire. 1960 wurden das Hauptgebäude in die schottischen Denkmallisten in der höchsten Kategorie A aufgenommen.

## Alte Sprachen
An der Schule wird Latein unterrichtet.

## Geschichte
Der aus ärmlichen Verhältnissen in Dollar stammende John McNabb fuhr als junger Mann zur See und verdiente später ein Vermögen als Reeder. Er verstarb im Jahre 1802 und vermachte dem Parish Dollar 60.000 £ (heute umgerechnet etwa 7.230.000 Euro) zur Errichtung einer Wohlfahrtseinrichtung oder Schule für die Armen. Es folgte ein jahrelanger Disput über die Verwendung der Gelder, wobei sich der Plan zum Bau einer Schule für 40 Knaben und Mädchen durchzusetzen schien. Als Andrew Mylne 1815 die Leitung des Parish übernahm, verwarf er die bisherigen Pläne und setzte seine Idee von einer großen Akademie zur Unterrichtung einheimischer und auswärtiger Schüler durch. Schüler aus Dollar sollten ein geringes Schulgeld zahlen müssen, während für Internatsschüler ein erhöhtes Schulgeld fällig wurde. Außerdem sollte ein bestimmtes Kontingent für lokale Schüler aus niedrigen Einkommensschichten kostenlos zur Verfügung gestellt werden.
Die Dollar Academy wurde daraufhin 1818 gegründet. Da sich McNabbs Hinterlassenschaft seit 1802 vermehrt hatte, waren ausreichende finanzielle Mittel zur Errichtung eines stattlichen Gebäudes vorhanden. Der namhafte Architekt William Henry Playfair wurde mit der Planung betraut und die Gebäude wurden schließlich zwischen 1818 und 1821 erbaut. Neben dem Hauptgebäude entstanden auch zahlreiche Außengebäude zur Unterbringen von Lehrern und Schülern sowie 1832 ein Kindergarten mit Grundschule. 1868 wurde rückwärtig an das Hauptgebäude angebaut und 1893 eine Sporthalle errichtet. Mit der Einführung der allgemeinen Schulpflicht wurde der Institution die kostenfreie Unterrichtung unter 10-Jähriger verboten, weshalb diese Einrichtungen in staatliche Hand gegeben wurden. Nach dem Ersten Weltkrieg verschlechterte sich die finanzielle Situation der Dollar Academy und sie wurde zeitweise stattlich unterstützt. Ehemalige Schüler sammelten Gelder zur Unterstützung der Akademie und ab 1934 konnte sie sich wieder selbst tragen. 1932 wurde bereits die private Argyll House Prep School aufgekauft und 1937 campusnahe Wohngelegenheiten für die Schüler erbaut.
1961 verheerte ein Brand das Hauptgebäude, bei dem auch der 12.000 Bücher umfassende Bestand der Bücherei verloren ging. Bis zur Beendigung der Restaurierungsarbeiten und Wiedereröffnung der Dollar Academy 1966 stellten Anwohner und Behörden aus der Umgebung Unterrichtsräume zur Verfügung. Hierzu zählten andere Schulgebäude, Hallen und Privathäuser, darunter Harviestoun Castle in Tillicoultry. Seitdem wurden zahlreiche Gebäude hinzugefügt und Sportanlagen geschaffen. Im Jahre 2009 verzeichnete die Dollar Academy 1240 Schüler.

## Rektoren
- Andrew Mylne (1818–1850)
- Thomas Burbidge (1850–1851)
- John Milne (1851–1868)
- William Barrack (1868–1878)
- George Thom (1878–1902)
- Charles Dougall (1902–1923)
- Hugh Martin (1923–1936)
- Harry Bell (1936–1960)
- James Millar (1960–1962) (kommissarisch)
- Graham Richardson (1962–1975)
- Ian Hendry (1975–1984)
- Lloyd Harrison (1984–1994)
- John Robertson (1994–2010)
- David Knapman (seit 2010)

## Ehemalige Schüler
- James Dewar (1842–1923), Naturwissenschaftler
- Ian Hamilton Finlay (1925–2006), Schriftsteller
- David Gill (1843–1914), Astronom
- Charles Heddle (1812–1889), sierra-leonischer Händler
- Alan Johnston (* 1962), Journalist
- George Reid (1939–2025), Politiker